# دوشلسدورف
دوشلسدورف (به آلمانی: Düchelsdorf) یک شهر در آلمان است که در هرتسوگتوم لاونبورگ واقع شده‌است. دوشلسدورف ۱۵۳ نفر جمعیت دارد.